# Rafał Majka
Rafał Majka (* 12. September 1989 in Zegartowice) ist ein polnischer Radrennfahrer. Er entschied zweimal die Bergwertung der Tour de France für sich und holte bei den Olympischen Spielen 2016 die Bronzemedaille im Straßenrennen.

## Sportlicher Werdegang
Als Junior gewann Rafał Majka im Jahr 2007 eine Etappe des Course de la Paix Juniors und setzte sich als Gesamtsechster in der Bergwertung durch. In den beiden nachfolgenden Jahren ging er für die italienischen Amateurmannschaften Gragnano Sporting Club und Petroli Firenze an den Start, wobei er den Grand Prix delle Signe 2008 und Florenz–Viareggio 2009 gewann. Ab August des Jahres 2009 fuhr er als Stagiaire für das Team Miche-Silver Cross, wurde jedoch mit Ablauf der Saison nicht in das UCI Continental Team aufgenommen. Im Jahr 2010 gewann Majka eine Etappe des Carpathian Couriers Race.
Mit dem Jahr 2011 wechselte Rafał Majka zur damaligen Amateurmannschaft Trevigiani Dynamon Bottoli. Bereits im Januar wurde er jedoch zum Trainingslager der Saxo-Bank-SunGard-Mannschaft eingeladen, wo er den dortigen Teamchef Bjarne Riis mit seinen Leistungen beeindruckte. Am 23. Februar wurde er daraufhin im Alter von 21 Jahren Profi bei dem dänischen UCI WorldTeam.

### Profivertrag bei Saxo Bank
In seiner ersten Saison beim Saxo Bank-SunGard Team bestritt Rafał Majka mit der Vuelta a España 2011 seine erste Grand Tour. Diese gab er jedoch am 17. Etappentag auf. Im Jahr darauf unterstützte er seinen Teamkollegen Alberto Contador beim Gesamtsieg der Vuelta a España 2012 und belegte selbst den 32. Gesamtrang. Am Ende der Saison setzte er sich als Gesamtsiebter in der Nachwuchswertung der Tour of Beijing durch und wurde Dritter des Japan Cup Cycling Road Race.
Beim Giro d’Italia 2013 zeigte er im nachfolgenden Jahr mit dem siebten Gesamtrang auf und wurde hinter Carlos Betancur Zweiter der Nachwuchswertung. Bei der Polen-Rundfahrt verpasste er als Vierter nur knapp das Podium, setzte sich dafür jedoch in der Punktewertung durch. Nach seiner dritten Vuelta a España folgte Platz zwei bei Mailand–Turin, ehe er als Dritter der Lombardei-Rundfahrt im Alter von 24 Jahren auf dem Podium eines Monuments des Radsports stand.

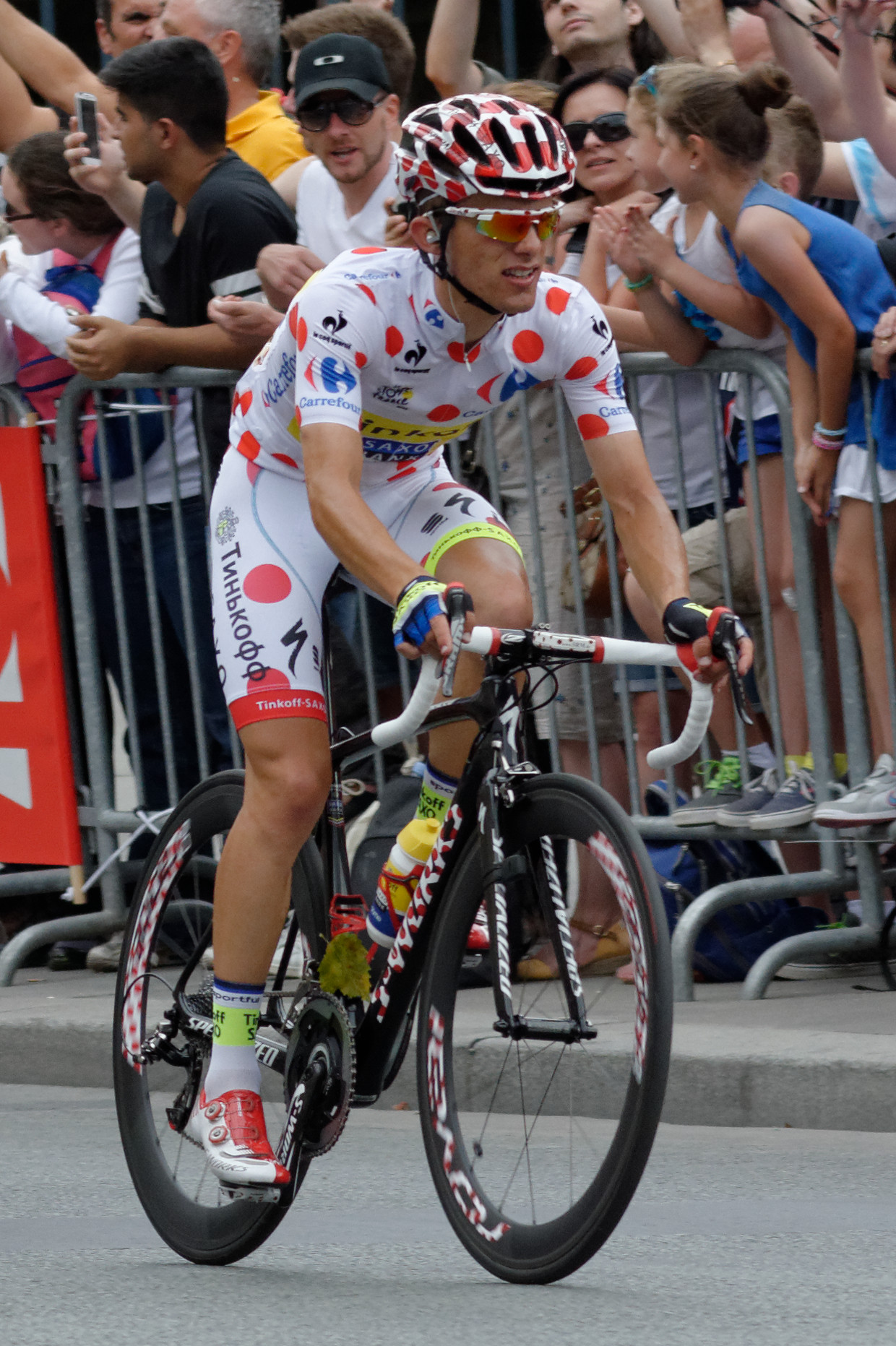
Rafał Majka im Bergtrikot bei der Tour de France 2014

Im Jahr 2014 sicherte sich Majka zunächst die Nachwuchswertung des Criterium International, bevor er als Gesamtsechster erneut in die Top 10 des Giro d’Italia fuhr. Bei der Tour de France 2014 ging er ursprünglich als Helfer von Alberto Contador an den Start, erhielt nach dem Ausscheiden seines Teamkollegen jedoch die Freiheit auf Etappensiege zu fahren. Majka gewann daraufhin mit dem 14. und 17. Abschnitt zwei anspruchsvolle Bergetappen und sicherte sich die Bergwertung der Frankreich-Rundfahrt. Wenige Wochen später setzte er sich bei zwei Bergankünften der Polen-Rundfahrt durch und feierte so seinen ersten Gesamtsieg bei einem Etappenrennen der UCI WorldTour.
Im Jahr 2015 folgte ein weiterer Etappensieg bei der Tour de France als er sich auf der 11. Etappe im Anstieg des Col du Tourmalet von den restlichen Fahrern der Ausreißergruppe absetzte und den Zielort Cauterets nach einem Solo von rund 50 Kilometern erreichte. Nach dem 28. Gesamtrang bei der Frankreich-Rundfahrt ging er als Kapitän bei der Vuelta a España 2015 an den Start und fuhr als Gesamtdritter hinter Fabio Aru und Joaquim Rodríguez erstmals auf ein Grand Tour-Podium. Am Ende der Saison wurde er zum zweiten Mal Zweiter bei Mailand–Turin.
Beim Giro d’Italia 2016 belegte der zwischenzeitlich 26-jährige Polen den fünften Gesamtrang, ehe er erstmals polnischer Meister im Straßenrennen wurde und zum zweiten Mal die Bergwertung der Tour de France für sich entschied. Ein weiterer Etappensieg blieb ihm diesmal jedoch verwehrt. Im Anschluss an die Frankreich-Rundfahrt ging Rafal Majka bei den Olympischen Spielen von Rio de Janeiro an den Start. Im Straßenrennen überquerte er gemeinsam mit Vincenzo Nibali und Sergio Henao den finalen Anstieg des 237,5 Kilometer langen Parcours, ehe seine beiden Begleiter in der anschließenden Abfahrt zu Sturz kamen. Rafał Majka setzte seine Flucht als Solist fort, wurde jedoch rund zwei Kilometer vor dem Ziel von dem Belgier Greg Van Avermaet und dem Dänen Jakob Fuglsang eingeholt. Schlussendlich belegte er den dritten Rang und holte somit die erste polnische Straßenradmedaille seit Czesław Lang im Jahr 1980.

### Wechsel zu Bora-hansgrohe
Nach sechs Jahren bei der Saxo Bank-Mannschaft wechselte Rafał Majka im Jahr 2017 zum deutschen Bora-hansgrohe Team. Nach einem Etappensieg bei der Kalifornien-Rundfahrt musste er sich im Gesamtklassement nur dem Neuseeländer George Bennett geschlagen geben, ehe er mit der Slowenien-Rundfahrt sein zweites Etappenrennen für sich entschied. Den Grundstein legte er dabei mit einem Tagessieg bei der Bergankunft in Rogla. Bei der Tour de France gab Majka eine Top 5 Platzierung als Ziel aus, musste die Rundfahrt jedoch bereits im Vorfeld der 10. Etappe wegen eines Sturzes beenden. Nachdem er dem Belgier Dylan Teuns bei der Polen-Rundfahrt nur um zwei Sekunden unterlag, ging Rafał Majka erneut bei der Vuelta a España an den Start, wo er die Bergankunft der 14. Etappe auf der Sierra de la Pandera gewann. In der Gesamtwertung spielte er als 39. jedoch keine Rolle.
Nachdem er in der Saison 2018 bei den Grand Tours nicht an seine früheren Leistungen anschließen konnte, fuhr Rafał Majka im Jahr 2019 als Sechster in die Top 10 des Giro d’Italia und der Vuelta a España. Im Jahr 2020 beendete er die Fernfahrt Tirreno–Adriatico als Dritter auf dem Podest, ehe er mit dem Giro d’Italia 2020 seine letzte Grand Tour für das Bora-hansgrohe Team auf dem 13. Gesamtrang beendete.

### Wechsel zu UAE Team Emirates

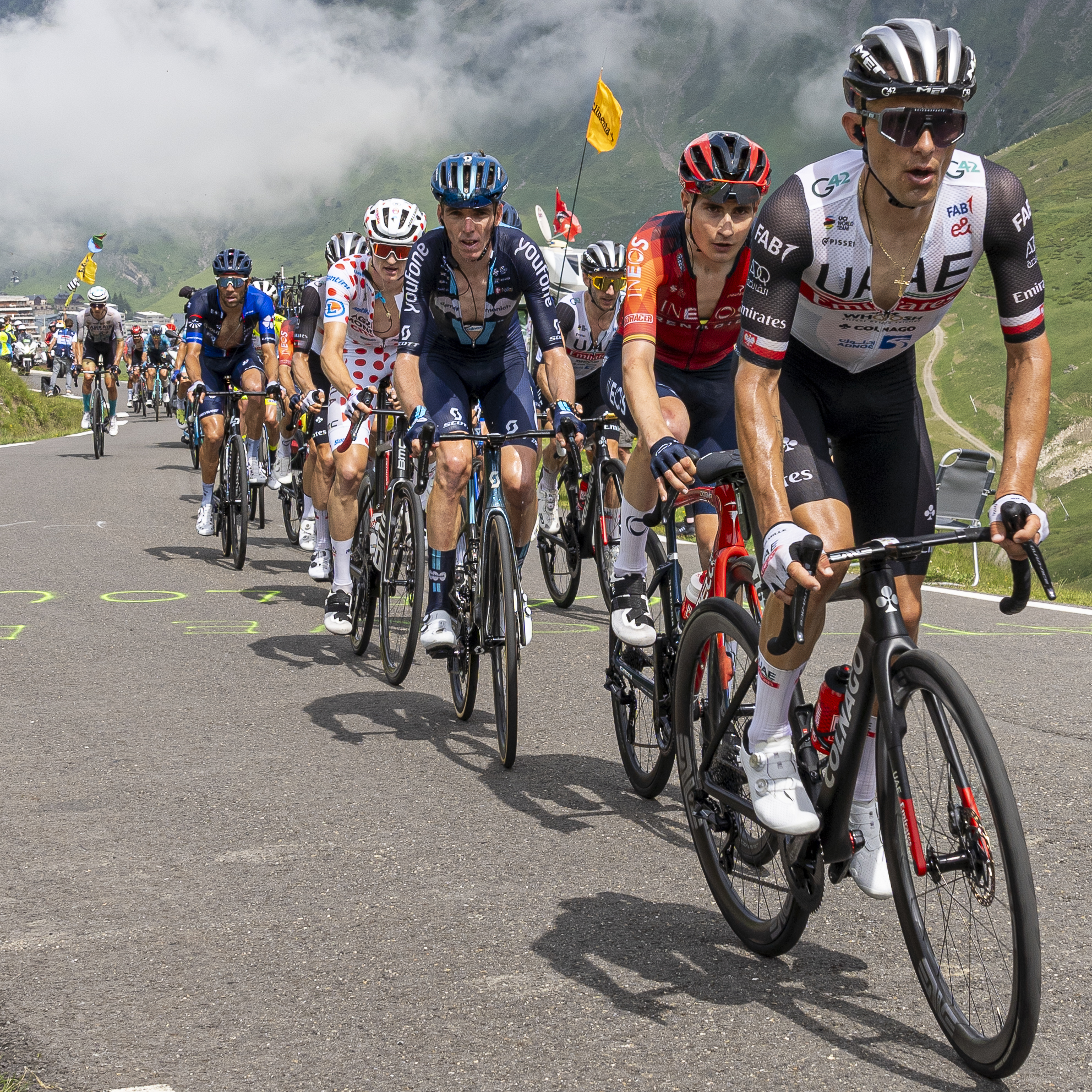
Rafał Majka (1. Position) als Helfer bei der Tour de France 2023

Im Jahr 2021 wechselte Rafał Majka im Alter von 31 Jahren zum UAE Team Emirates, um Tadej Pogačar bei dessen Titelverteidigung der Tour de France zu unterstützen. Als wichtiger Helfer verhalf er dem 22-jährigen Slowenen zu dessen zweiten Gesamtsieg, ehe er bei den Olympischen Spielen von Tokio an den Start ging und den 19. Platz im Straßenrennen belegte. Am Ende der Saison erhielt er bei der Vuelta a España die Freiheit auf Etappensiege zu gehen und gewann die 15. Etappe nach einem Solo über 87,4 Kilometer.
In der Saison 2022 gewann Majka zwei Etappen der Slowenien-Rundfahrt, wobei er in der Gesamtwertung den zweiten Rang hinter Tadej Pogačar belegte. Einen Etappensieg errang er dabei in einem Schere, Stein, Papier-Duell mit seinem jüngeren Teamkollegen, nachdem sich die beiden von den restlichen Fahrern abgesetzt hatten. Bei der Tour de France stellte er sich erneut in die Dienste von Tadej Pogačar, musste die Rundfahrt jedoch im Vorfeld der 17. Etappe aufgrund einer Verletzung verlassen.
Seinen bislang letzten Sieg als Profi feierte Rafal Majka auf der 3. Etappe der Polen-Rundfahrt 2023. Weiters bestritt er die Tour de France 2023 und den Giro d’Italia 2024 als Helfer von Tadej Pogačar.

## Dopingbeschuldigungen
Im Februar 2018 berichtete die italienische Zeitung Journal of Sport, dass Andrea del Nista ausgesagt habe, dass Rafał Majka in seiner Jugend Wachstumshormone und Testosteron erhalten habe. Die Anschuldigungen gehen ins Jahr 2008 zurück als Majka für den Gragnano Sporting Club fuhr, der unter der Leitung von Elso Frediani stand. Auslöser der Ermittlungen war der Todesfall des 21-jährigen Linas Rumsas, der in Zusammenhang mit der Einnahme von leistungssteigernden Substanzen gebracht wurde. Rafał Majka wies jegliche Vorwürfe von sich.

## Erfolge
2010

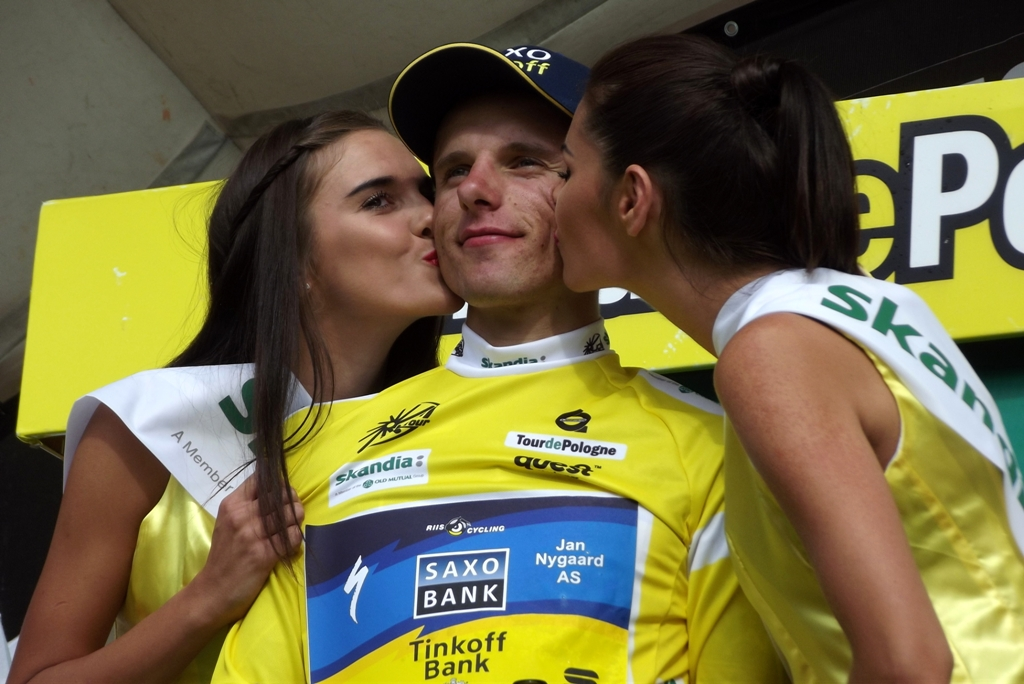
Majka im Gelben Trikot der Polen-Rundfahrt 2013

- eine Etappe Carpathian Couriers Race

2014
- zwei Etappen und  Bergwertung Tour de France
- Gesamtwertung und zwei Etappen Polen-Rundfahrt

2015
- eine Etappe Tour de France

2016
- Polnische Meisterschaft – Straßenrennen
- Bergwertung Tour de France
- Olympische Sommerspiele – Straßenrennen

2017
- eine Etappe Kalifornien-Rundfahrt
- Gesamtwertung, eine Etappe und Bergwertung Tour de Slovénie
- eine Etappe Vuelta a España

2021
- eine Etappe Vuelta a España

2023
- eine Etappe Polen-Rundfahrt

2025
- Polnische Meisterschaft – Straßenrennen

## Wichtige Platzierungen
| Grand Tour            | 2011 | 2012 | 2013 | 2014 | 2015 | 2016 | 2017 | 2018 | 2019 | 2020 | 2021 | 2022 | 2023 | 2024 | 2025 |
| --------------------- | ---- | ---- | ---- | ---- | ---- | ---- | ---- | ---- | ---- | ---- | ---- | ---- | ---- | ---- | ---- |
| Giro d’ItaliaGiro     | –    | –    | 7    | 6    | –    | 5    | –    | –    | 6    | 12   | –    | –    | –    | 15   | 13   |
| Tour de FranceTour    | –    | –    | –    | 44   | 28   | 27   | DNF  | 19   | –    | –    | 34   | DNF  | 14   | –    |      |
| Vuelta a EspañaVuelta | DNF  | 32   | 19   | –    | 3    | –    | 39   | 13   | 6    | –    | 21   | –    | –    | –    |      |

| Monument                 | 2011 | 2012 | 2013 | 2014 | 2015 | 2016 | 2017 | 2018 | 2019 | 2020 | 2021 | 2022 | 2023 | 2024 | 2025 |
| ------------------------ | ---- | ---- | ---- | ---- | ---- | ---- | ---- | ---- | ---- | ---- | ---- | ---- | ---- | ---- | ---- |
| Mailand–Sanremo          | –    | –    | –    | –    | –    | –    | –    | –    | –    | –    | –    | –    | –    | –    | –    |
| Flandern-Rundfahrt       | –    | –    | –    | –    | –    | –    | –    | –    | –    | –    | –    | –    | –    | –    | –    |
| Paris–Roubaix            | –    | –    | –    | –    | –    | –    | –    | –    | –    | –    | –    | –    | –    | –    | –    |
| Lüttich–Bastogne–Lüttich | DNF  | –    | –    | –    | 33   | 113  | 10   | 57   | –    | –    | –    | –    | –    | –    | –    |
| Lombardei-Rundfahrt      | 26   | DNF  | 3    | –    | 69   | DNF  | 26   | 7    | 12   | 24   | 24   | 23   | 25   | 80   |      |

## Auszeichnungen
- Silbernes Verdienstkreuz der Republik Polen[17]